# پاسنگر
پاسنگر سرنی، روستایی از توابع بخش توکهور شهرستان میناب در استان هرمزگان ایران است.

## جمعیت
این روستا در دهستان توکهور قرار دارد و براساس سرشماری مرکز آمار ایران در سال ۱۳۸۵، جمعیت آن ۱۸ نفر (۴خانوار) بوده‌است.